# 함두영
함두영(咸斗榮, 1904년 9월 26일 ~ 1979년 11월 7일)은 제3대 민의원의원을 지낸 대한민국의 정치인이다. 대한제국 한성부에서 출생하였다.

## 약력
- 양정고등보통학교 졸업
- 경강물산주식회사 지배인
- 마포동회연합회 회장
- 서강우체국 국장
- 독립촉성국민회 서울시지부 상무위원
- 민보단 서울 마포구 지부장
- 서울 마포의용소방대장
- 서울특별시농민회 회장
- 자유당 당무위원 겸 서울 마포지구당 위원장

## 역대 선거 결과
|  | 53.27% |

|  | 7.59% |

|  | 0% |

## 참고자료
- 함두영 - 대한민국헌정회